# Collegio elettorale di Isili II
Il collegio elettorale di Isili II è stato un collegio elettorale uninominale del Regno di Sardegna nell'allora provincia di Isili. Fu istituito con il Regio editto del 17 marzo 1848.

## Dati elettorali
Nel collegio si svolsero votazioni per cinque legislature. Con la riforma dei collegi della Sardegna del 1856 cambiò nome e prese quello di collegio elettorale di Mandas..

### I legislatura
Le votazioni si svolsero in 222 collegi uninominali a doppio turno. Come previsto dal decreto n. 680 del 17 marzo 1848, era eletto al primo turno il candidato che «riunisce in suo favore più del terzo dei voti del total numero dei membri componenti il collegio e più della metà dei suffragi dati dai votanti presenti all'adunanza» (art. 92). Se nessun candidato era eletto, al ballottaggio tra i due candidati con più voti era eletto chi otteneva il maggior numero di voti (art. 93) o, in caso di ugual numero di voti, il maggiore d'età (art. 94).
| Partito                            | Partito                            | Candidato                          | Risultati 17 aprile 1848 | Risultati 17 aprile 1848 |
| Partito                            | Partito                            | Candidato                          | Voti                     | %                        |
| ---------------------------------- | ---------------------------------- | ---------------------------------- | ------------------------ | ------------------------ |
|                                    | —                                  | Francesco Maria Serra              | 128                      | 71,51                    |
|                                    | —                                  | Raimondo Orrù                      | 51                       | 28,49                    |
|                                    |                                    |                                    |                          |                          |
| Iscritti                           | Iscritti                           | Iscritti                           | 280                      | 100,00                   |
| ↳ Votanti (% su iscritti)          | ↳ Votanti (% su iscritti)          | ↳ Votanti (% su iscritti)          | 216                      | 77,14                    |
| ↳ Voti validi (% su votanti)       | ↳ Voti validi (% su votanti)       | ↳ Voti validi (% su votanti)       | 179                      | 82,87                    |
| ↳ Schede non valide (% su votanti) | ↳ Schede non valide (% su votanti) | ↳ Schede non valide (% su votanti) | 37                       | 17,13                    |
| ↳ Astenuti (% su iscritti)         | ↳ Astenuti (% su iscritti)         | ↳ Astenuti (% su iscritti)         | 64                       | 22,86                    |

L'onorevole Serra optò per il collegio di Cagliari IV il 19 maggio 1848. Il collegio fu riconvocato.
| Partito                            | Partito                            | Candidato                          | Risultati 26 giugno 1848 | Risultati 26 giugno 1848 |
| Partito                            | Partito                            | Candidato                          | Voti                     | %                        |
| ---------------------------------- | ---------------------------------- | ---------------------------------- | ------------------------ | ------------------------ |
|                                    | —                                  | Francesco Sulis                    | 112                      | 76,71                    |
|                                    | —                                  | Giuseppe Taras                     | 34                       | 23,29                    |
|                                    |                                    |                                    |                          |                          |
| Iscritti                           | Iscritti                           | Iscritti                           | 280                      | 100,00                   |
| ↳ Votanti (% su iscritti)          | ↳ Votanti (% su iscritti)          | ↳ Votanti (% su iscritti)          | 159                      | 56,79                    |
| ↳ Voti validi (% su votanti)       | ↳ Voti validi (% su votanti)       | ↳ Voti validi (% su votanti)       | 146                      | 91,82                    |
| ↳ Schede non valide (% su votanti) | ↳ Schede non valide (% su votanti) | ↳ Schede non valide (% su votanti) | 13                       | 8,18                     |
| ↳ Astenuti (% su iscritti)         | ↳ Astenuti (% su iscritti)         | ↳ Astenuti (% su iscritti)         | 121                      | 43,21                    |

L'onorevole Sulis optò per il collegio di Sassari III il 19 luglio 1848. Il collegio fu riconvocato.
Il 30 ottobre era previsto lo svolgimento dell'elezione suppletiva che però non si svolse "perché il presidente dell'ufficio provvisorio, visto l'esiguo numero di elettori convenuti in Isili (65) e quasi tutti sprovvisti del certificato d'iscrizione non proseguì nelle operazioni elettorali". Il collegio fu riconvocato.
| Partito                            | Partito                            | Candidato                          | Risultati 8 novembre 1848 | Risultati 8 novembre 1848 |
| Partito                            | Partito                            | Candidato                          | Voti                      | %                         |
| ---------------------------------- | ---------------------------------- | ---------------------------------- | ------------------------- | ------------------------- |
|                                    | —                                  | Giuseppe Siotto-Pintor             | 139                       | 100,00                    |
|                                    |                                    |                                    |                           |                           |
| Iscritti                           | Iscritti                           | Iscritti                           | 280                       | 100,00                    |
| ↳ Votanti (% su iscritti)          | ↳ Votanti (% su iscritti)          | ↳ Votanti (% su iscritti)          | 142                       | 50,71                     |
| ↳ Voti validi (% su votanti)       | ↳ Voti validi (% su votanti)       | ↳ Voti validi (% su votanti)       | 139                       | 97,89                     |
| ↳ Schede non valide (% su votanti) | ↳ Schede non valide (% su votanti) | ↳ Schede non valide (% su votanti) | 3                         | 2,11                      |
| ↳ Astenuti (% su iscritti)         | ↳ Astenuti (% su iscritti)         | ↳ Astenuti (% su iscritti)         | 138                       | 49,29                     |

### II legislatura
Le votazioni si svolsero in 222 collegi uninominali a doppio turno con la stessa normativa precedente (al primo turno un numero di voti maggiore di un terzo degli iscritti).
| Partito                            | Partito                            | Candidato                          | Primo turno 15 gennaio 1849 | Primo turno 15 gennaio 1849 | Ballottaggio 16 gennaio 1849 | Ballottaggio 16 gennaio 1849 |
| Partito                            | Partito                            | Candidato                          | Voti                        | %                           | Voti                         | %                            |
| ---------------------------------- | ---------------------------------- | ---------------------------------- | --------------------------- | --------------------------- | ---------------------------- | ---------------------------- |
|                                    | —                                  | Giuseppe Siotto-Pintor             | 86                          | 97,73                       | 12                           | 100,00                       |
|                                    | —                                  | Pietro Luigi Salaris               | 2                           | 2,27                        |                              |                              |
|                                    |                                    |                                    |                             |                             |                              |                              |
| Iscritti                           | Iscritti                           | Iscritti                           | 280                         | 100,00                      | 280                          | 100,00                       |
| ↳ Votanti (% su iscritti)          | ↳ Votanti (% su iscritti)          | ↳ Votanti (% su iscritti)          | 88                          | 31,43                       | 12                           | 4,29                         |
| ↳ Voti validi (% su votanti)       | ↳ Voti validi (% su votanti)       | ↳ Voti validi (% su votanti)       | 88                          | 100,00                      | 12                           | 100,00                       |
| ↳ Schede non valide (% su votanti) | ↳ Schede non valide (% su votanti) | ↳ Schede non valide (% su votanti) | 0                           | 0,00                        | 0                            | 0,00                         |
| ↳ Astenuti (% su iscritti)         | ↳ Astenuti (% su iscritti)         | ↳ Astenuti (% su iscritti)         | 192                         | 68,57                       | 268                          | 95,71                        |

### III legislatura
Le votazioni si svolsero in 204 collegi uninominali a doppio turno con la normativa del 1848 (al primo turno un numero di voti maggiore di un terzo degli iscritti).
| Partito                            | Partito                            | Candidato                          | Primo turno 22 luglio 1849 | Primo turno 22 luglio 1849 | Ballottaggio 23 luglio 1849 | Ballottaggio 23 luglio 1849 |
| Partito                            | Partito                            | Candidato                          | Voti                       | %                          | Voti                        | %                           |
| ---------------------------------- | ---------------------------------- | ---------------------------------- | -------------------------- | -------------------------- | --------------------------- | --------------------------- |
|                                    | —                                  | Giuseppe Siotto-Pintor             | 56                         | 35,90                      | 18                          | 62,07                       |
|                                    | —                                  | Giovanni Serpi-Diana               | 100                        | 64,10                      | 11                          | 37,93                       |
|                                    |                                    |                                    |                            |                            |                             |                             |
| Iscritti                           | Iscritti                           | Iscritti                           | 488                        | 100,00                     | 488                         | 100,00                      |
| ↳ Votanti (% su iscritti)          | ↳ Votanti (% su iscritti)          | ↳ Votanti (% su iscritti)          | 181                        | 37,09                      | 29                          | 5,94                        |
| ↳ Voti validi (% su votanti)       | ↳ Voti validi (% su votanti)       | ↳ Voti validi (% su votanti)       | 156                        | 86,19                      | 29                          | 100,00                      |
| ↳ Schede non valide (% su votanti) | ↳ Schede non valide (% su votanti) | ↳ Schede non valide (% su votanti) | 25                         | 13,81                      | 0                           | 0,00                        |
| ↳ Astenuti (% su iscritti)         | ↳ Astenuti (% su iscritti)         | ↳ Astenuti (% su iscritti)         | 307                        | 62,91                      | 459                         | 94,06                       |

### IV legislatura
Le votazioni si svolsero in 204 collegi uninominali a doppio turno con la normativa del 1848 (al primo turno un numero di voti maggiore di un terzo degli iscritti).
| Partito                            | Partito                            | Candidato                          | Primo turno 13 dicembre 1849 | Primo turno 13 dicembre 1849 | Ballottaggio 14 dicembre 1849 | Ballottaggio 14 dicembre 1849 |
| Partito                            | Partito                            | Candidato                          | Voti                         | %                            | Voti                          | %                             |
| ---------------------------------- | ---------------------------------- | ---------------------------------- | ---------------------------- | ---------------------------- | ----------------------------- | ----------------------------- |
|                                    | —                                  | Giuseppe Sappa                     | 162                          | 91,01                        | 86                            | 98,85                         |
|                                    | —                                  | Giovanni Serpi-Diana               | 16                           | 8,99                         | 1                             | 1,15                          |
|                                    |                                    |                                    |                              |                              |                               |                               |
| Iscritti                           | Iscritti                           | Iscritti                           | 489                          | 100,00                       | 489                           | 100,00                        |
| ↳ Votanti (% su iscritti)          | ↳ Votanti (% su iscritti)          | ↳ Votanti (% su iscritti)          | 241                          | 49,28                        | 88                            | 18,00                         |
| ↳ Voti validi (% su votanti)       | ↳ Voti validi (% su votanti)       | ↳ Voti validi (% su votanti)       | 178                          | 73,86                        | 87                            | 98,86                         |
| ↳ Schede non valide (% su votanti) | ↳ Schede non valide (% su votanti) | ↳ Schede non valide (% su votanti) | 63                           | 26,14                        | 1                             | 1,14                          |
| ↳ Astenuti (% su iscritti)         | ↳ Astenuti (% su iscritti)         | ↳ Astenuti (% su iscritti)         | 248                          | 50,72                        | 401                           | 82,00                         |

L'onorevole Sappa optò per il collegio di Canale il 4 gennaio 1850. Il collegio fu riconvocato.
| Partito                            | Partito                            | Candidato                          | Primo turno 2 febbraio 1850 | Primo turno 2 febbraio 1850 | Ballottaggio 3 febbraio 1850 | Ballottaggio 3 febbraio 1850 |
| Partito                            | Partito                            | Candidato                          | Voti                        | %                           | Voti                         | %                            |
| ---------------------------------- | ---------------------------------- | ---------------------------------- | --------------------------- | --------------------------- | ---------------------------- | ---------------------------- |
|                                    | —                                  | Giuseppe Siotto-Pintor             | 80                          | 76,92                       | 24                           | 55,81                        |
|                                    | —                                  | Fulgenzio Delitala                 | 24                          | 23,08                       | 19                           | 44,19                        |
|                                    |                                    |                                    |                             |                             |                              |                              |
| Iscritti                           | Iscritti                           | Iscritti                           | 487                         | 100,00                      | 487                          | 100,00                       |
| ↳ Votanti (% su iscritti)          | ↳ Votanti (% su iscritti)          | ↳ Votanti (% su iscritti)          | 130                         | 26,69                       | 44                           | 9,03                         |
| ↳ Voti validi (% su votanti)       | ↳ Voti validi (% su votanti)       | ↳ Voti validi (% su votanti)       | 104                         | 80,00                       | 43                           | 97,73                        |
| ↳ Schede non valide (% su votanti) | ↳ Schede non valide (% su votanti) | ↳ Schede non valide (% su votanti) | 26                          | 20,00                       | 1                            | 2,27                         |
| ↳ Astenuti (% su iscritti)         | ↳ Astenuti (% su iscritti)         | ↳ Astenuti (% su iscritti)         | 357                         | 73,31                       | 443                          | 90,97                        |

L'elezione fu annullata il 15 febbraio 1850 perché il numero dei deputati professori era completo. Il collegio fu riconvocato. 
| Partito                            | Partito                            | Candidato                          | Primo turno 25 marzo 1850 | Primo turno 25 marzo 1850 | Ballottaggio 26 marzo 1850 | Ballottaggio 26 marzo 1850 |
| Partito                            | Partito                            | Candidato                          | Voti                      | %                         | Voti                       | %                          |
| ---------------------------------- | ---------------------------------- | ---------------------------------- | ------------------------- | ------------------------- | -------------------------- | -------------------------- |
|                                    | —                                  | Carlo Manca                        | 5                         | 15,15                     | 8                          | 57,14                      |
|                                    | —                                  | Fulgenzio Delitala                 | 28                        | 84,85                     | 6                          | 42,86                      |
|                                    |                                    |                                    |                           |                           |                            |                            |
| Iscritti                           | Iscritti                           | Iscritti                           | 487                       | 100,00                    | 487                        | 100,00                     |
| ↳ Votanti (% su iscritti)          | ↳ Votanti (% su iscritti)          | ↳ Votanti (% su iscritti)          | 33                        | 6,78                      | 44                         | 9,03                       |
| ↳ Voti validi (% su votanti)       | ↳ Voti validi (% su votanti)       | ↳ Voti validi (% su votanti)       | 33                        | 100,00                    | 14                         | 31,82                      |
| ↳ Schede non valide (% su votanti) | ↳ Schede non valide (% su votanti) | ↳ Schede non valide (% su votanti) | 0                         | 0,00                      | 30                         | 68,18                      |
| ↳ Astenuti (% su iscritti)         | ↳ Astenuti (% su iscritti)         | ↳ Astenuti (% su iscritti)         | 454                       | 93,22                     | 443                        | 90,97                      |

Non vi fu proclamazione del vincitore. A questa elezione prese parte una sola sezione (la 2ª) del collegio. Nella 1ª sezione non fu possibile costituire l'ufficio perché gli elettori intervenuti, ad eccezione di due, erano tutti analfabeti. La Camera annullò l'11 aprile 1850 le operazioni avvenute. Il collegio fu riconvocato. 
| Partito                            | Partito                            | Candidato                          | Primo turno 5 marzo 1850 | Primo turno 5 marzo 1850 | Ballottaggio 6 marzo 1850 | Ballottaggio 6 marzo 1850 |
| Partito                            | Partito                            | Candidato                          | Voti                     | %                        | Voti                      | %                         |
| ---------------------------------- | ---------------------------------- | ---------------------------------- | ------------------------ | ------------------------ | ------------------------- | ------------------------- |
|                                    | —                                  | Carlo Manca                        | 41                       | 65,08                    | 21                        | 63,64                     |
|                                    | —                                  | Giuseppe Siotto-Pintor             | 22                       | 34,92                    | 12                        | 36,36                     |
|                                    |                                    |                                    |                          |                          |                           |                           |
| Iscritti                           | Iscritti                           | Iscritti                           | 489                      | 100,00                   | 489                       | 100,00                    |
| ↳ Votanti (% su iscritti)          | ↳ Votanti (% su iscritti)          | ↳ Votanti (% su iscritti)          | 86                       | 17,59                    | 33                        | 6,75                      |
| ↳ Voti validi (% su votanti)       | ↳ Voti validi (% su votanti)       | ↳ Voti validi (% su votanti)       | 63                       | 73,26                    | 33                        | 100,00                    |
| ↳ Schede non valide (% su votanti) | ↳ Schede non valide (% su votanti) | ↳ Schede non valide (% su votanti) | 23                       | 26,74                    | 0                         | 0,00                      |
| ↳ Astenuti (% su iscritti)         | ↳ Astenuti (% su iscritti)         | ↳ Astenuti (% su iscritti)         | 403                      | 82,41                    | 456                       | 93,25                     |

N.B. la fonte riporta come date il 5 e il 6 marzo il che è evidentemente incongruo con l'annullamento deliberato dalla Camera l'11 aprile. Le votazioni potrebbero essersi svolte il 5 e il 6 maggio, rispettivamente una domenica e il lunedì successivo.

### V legislatura
Le votazioni si svolsero in 204 collegi uninominali a doppio turno con la normativa del 1848 (al primo turno un numero di voti maggiore di un terzo degli iscritti).
| Partito                            | Partito                            | Candidato                          | Primo turno 8 dicembre 1853 | Primo turno 8 dicembre 1853 | Ballottaggio 9 dicembre 1853 | Ballottaggio 9 dicembre 1853 |
| Partito                            | Partito                            | Candidato                          | Voti                        | %                           | Voti                         | %                            |
| ---------------------------------- | ---------------------------------- | ---------------------------------- | --------------------------- | --------------------------- | ---------------------------- | ---------------------------- |
|                                    | —                                  | Carlo Manca                        | 22                          | 64,71                       | 18                           | 69,23                        |
|                                    | —                                  | Antioco Porqueddu                  | 12                          | 35,29                       | 8                            | 30,77                        |
|                                    |                                    |                                    |                             |                             |                              |                              |
| Iscritti                           | Iscritti                           | Iscritti                           | 432                         | 100,00                      | 432                          | 100,00                       |
| ↳ Votanti (% su iscritti)          | ↳ Votanti (% su iscritti)          | ↳ Votanti (% su iscritti)          | 45                          | 10,42                       | 28                           | 6,48                         |
| ↳ Voti validi (% su votanti)       | ↳ Voti validi (% su votanti)       | ↳ Voti validi (% su votanti)       | 34                          | 75,56                       | 26                           | 92,86                        |
| ↳ Schede non valide (% su votanti) | ↳ Schede non valide (% su votanti) | ↳ Schede non valide (% su votanti) | 11                          | 24,44                       | 2                            | 7,14                         |
| ↳ Astenuti (% su iscritti)         | ↳ Astenuti (% su iscritti)         | ↳ Astenuti (% su iscritti)         | 387                         | 89,58                       | 404                          | 93,52                        |